# Bart's Birthday
«Bart's Birthday» (укр. «День народження Барта») — прем'єрна серія тридцять шостого сезону мультсеріалу «Сімпсони», прем'єра якої відбулась 29 вересня 2024 року у США на телеканалі «Fox».

## Сюжет
«Fox» проводить спеціальний захід, присвячений фіналу «Сімпсонів». Запрошено багатьох знаменитостей, які були запрошеними зірками мультсеріала. Ведучим заходу є Конан О'Браєн.
Конан розповідає, що від найпершої серії «Сімпсонів» 1989 року глядачі вирішили, що серіал ― не такий кумедний, яким мав би бути. Попри фінансування з боку Руперта Мердока, «Fox» неодноразово хотіли скасувати серіал. Цьому підтвердження є кілька показаних альтернативних кінцівок класичних епізодів, в яких Гомер Сімпсон гине чи увесь Спрінґфілд знищено.
Нарешті, після багатьох років, канал вирішив остаточно завершити «Сімпсонів». Конан О'Браєн говорить, що для створення ідеальної фінальної серії «Сімпсонів» залучили штучний інтелект Hack-GPT. В нього завантажили дані про всі фінальні епізоди інших серіалів і всі епізоди «Сімпсонів». В результаті вийшла ідеальний фінал, який Hack-GPT демонструє всім…
Дія серії розпочинається зранку в день народження Барта Сімпсона. Гомер каже, що не надіслав запрошення на вечірку, бо хлопця ніхто не любить у місті.
У Спрінґфілдській початковій школі Барт самотужки роздає запрошення однокласникам, які зібралися разом перед виступом директора. Скіннер оголошує, що іде з посади, бо переїжджає до Сакраменто, щоб бути директором тамтешньої академії. Водночас, завгосп Віллі їде з ним. Усі діти приголомшені радісно розходяться додому, хоча Барт так і не роздав запрошення.
Тим часом на Спрінґфілдській АЕС Смізерс оголошує, що містр Бернс помер. Його адвокат каже, що у своєму заповіті Бернс передав все майно працівникам станції. Однак, після короткої радості з тіні виходить Бернс, що організував цей розіграш. Гомер, якого відволікли радість і мобільний телефон, іде не оглядаючись і випадково кидає Бернса в чан з кислотою, через що той справді помирає. Адвокат зауважує, що заповіт досі дійсний і працівники безмежно багаті. Усі радо залишають АЕС. Це бачить Барт, якого це знову здивувало.
Коли хлопчик приходить до магазину коміксів, то бачить. що Куміко народжує. Продавець коміксів у паніці, бо акушер ще не приїхав. Несподівано приїжджає Джон Сіна та приймає пологи. На радощах Джефф каже, що йому вже не треба іграшки та магазин, бо дитина ― його найкращий подарунок.
Здивований всіма змінами, Барт розмовляє із Мілгаусом. До кімнати приходить Кірк і каже, що продюсери звернули увагу на його давню пісню і хочуть записати цілий альбом. Ван Гутену переїжджають до Атланти, де Мілгаусу також зроблять LASIK-операцію.
Барт просто збентежений усіма змінами, які він бачить навколо: персонажі повертаються у Спрінґфілд, одружуються, помирають, припиняють бізнес… Хлопчик повертається додому, де Гомер і Мардж після відвідин психолога роблять свій шлюб ідеальним, а Меґґі промовляє своє перші слова, від яких Барт втікає від будь-яких змін. Hack-GPT зауважує, що Барт став самосвідомим і йде проти ідеального сюжету.
Хлопчик іде на шоу клоуна Красті, який, на його думку, ніколи не зміниться. Однак, Красті якраз розпочинає знімання своєї останньої програми. Барт вирішує, що, якщо зіпсує її, то шоу не закінчиться і зміни припиняться. На камеру він привселюдно показує дупу…
Ввечері у поліційному відділку Барт розповідає про дивацтва Лісі. Вона з ним погоджується, але не зважає, бо виграла стипендію і грант на навчання в коледжі. Шеф Віґґам каже, що запроторив би нарешті Барта до колонії, але він також змінюється, бо переводиться до Чикаго, тож хлопчика відпускають.
Коли сім'я приїжджає додому, їх зустрічають багато знайомих, які влаштували вечірку-сюрприз на честь дня народження Барта. На свічках «11», що означає, що Барт також зміниться назавжди щойно задмухає свічки. Барт кидається на всіх, що не хоче змінюватися і, щоб інші змінювалися. Гомер його заспокоює, але син роздратовано ображає батька. Зрештою, Гомер не витримує і знову душить Барта. Коли вони падають на торт, екран починає глючити та Барт приходить до тями на торті на вечірці з кількома його друзями з нагоди його 10 дня народження. Барт заспокоюється, що нічого не зміниться ніколи.
По завершення показу, Конан О'Браєн не стримує сліз від фінала, але Hack-GPT зауважує, що це лише «перезавантаження» «Сімпсонів». Гості, дізнавшись, що це не фінал мультсеріалу, обурено покидають захід попри заспокоєння ведучого.
У сцені під час титрів показано монтаж з фінальних сцен серіалів, за участі персонажів «Сімпсонів».

## Виробництво
Автором ідеї серії є виконавчий продюсер Метт Селман. Після страйку Гільдії сценаристів Америки 2023 року та візиту до Австралії черговий фанат серіалу запитав, як «Сімпсони» завершаться. Це надихнуло Селмана подати ідею сценаристці Джессіці Конрад співвиконавчому продюсерові Майклу Прайсу створити епізод з фейковим завершенням мультсеріала. Вони обмірковували, як насправді зробив би канал «Fox», якби був фінал «Сімпсонів». Команда вигадала обгортку серії як грандіозне святкування, наповнене зірками, яке слугувало б мета-демонстрацією самоміфологізації шоу-бізнесу та висміювало б шанування фанатів певної ери шоу. На це також надихнули епізод 7 сезону «The Simpsons 138th Episode Spectacular» і епізод 34 сезону «Lisa the Boy Scout».
На певному етапі виробництва кожна дія серії мала бути пародією на іншу кінцівку шоу, наприклад, 1 акт пародіював би фінал серіалу «Будьмо». Однак, зрештою це було скасовано.
Творці також використали цей епізод, щоб прокоментувати мистецтво, створене за допомогою штучного інтелекту, яке було темою для занепокоєння суперечок під час страйків 2023 року. Спочатку наприкінці епізода, що згенерував штучний інтелект, Барт мав виконати найбільшу витівку, але виконавчий продюсер Джеймс Брукс запропонував замінити це вечіркою до дня народження.
Перші слова Меґґі спочатку озвучила регулярна акторка озвучення Ненсі Картрайт. Це була фраза «Що у нього в дупі?» (англ. «What’s up his butt?»). Однак, вже за 6 днів до виходу в етер Метт Селман усвідомив, що в цьому випадку жарт би зіпсував нагоду для «фінальної» серії. Він сказав, що «„ще не пізно“ надіслати повідомлення своїм продюсерам, щоб дізнатися, скільки коштуватиме зміна останньої хвилини». Тож за три дні, у четвер, залучили Емі Седаріс. На прохання «Fox» репліку було змінено на «Що ж, це щойно сталося» (англ. «Well, that just happened»). Марк Прокш також записав свою роль Hack-GPT за кілька днів до виходу епізода в етер.
Спочатку передбачалося, що в кадрі реакції знаменитостей на самосвідомість Барта знак питання на пакеті на голові Томаса Пінчона змінився би знаком оклику. Однак, у фінальній версії цього не сталося.
Сценарій передбачав анімацію сцени удушення Барта в насильницькому стилі ранніх сезонів, як це робив режисер Девід Сільверман. Для кращого візуального ефекта він анімував цю сцену сам.
Продюсери також сподівалися взяти Барака Обаму як запрошену зірку. За словами Селмана, була ціла частина, де зірки віддавали шану серіалові, й Обама мав би сказати щось на зразок «„Сімпсони“ — це як бути президентом, де проводиш вісім чудових років, а потім багато поганих речей приходить після цього». Однак, їм надали відповідь: «Дякую, але зараз він зайнятий виборами».

## Культурні відсилання та цікаві факти
- Серед телевізійних шоу, які передаються в Hack-GPT, є «Баначек», «Домашні хлопчики в космосі» (англ. «Homeboys in Outer Space»), «Дроти», «Західне крило», «Чудові роки» (англ. «The Wonder Years»), «Закон Лос-Анджелеса» (англ. «L.A. Law») тощо[6].
- Hack-GPT представляє фінал із початковим екраном-пародією на «Матрицю»[7].
  - Серед 1 і 0 є кілька відомих слів із «Сімпсонів», наприклад «Д'оу!».
- Персонажі, що вимикають світло та залишають кімнату/будівлю, є відсиланням на кінцівку телесеріалу «Шоу Мері Тайлер Мур», де Мері робить те саме, а також на кінцівку телесеріалу «Будьмо»[2].
- Кінцеві титри містять зображення, які пародіюють фінали серіалів «Клан Сопрано», «Рольовий шпиталь», «Божевільні», «Шоу Мері Тайлер Мур», «Пуститися берега», «Фрейзер», «Спадкоємці», «Ньюгарт» і «Гра престолів»[8][9].
  - У кадрі-пародії на кінцівку «Фрейзера» Другий Номер Боб зайняв місце головного героя Фрейзера Крейна. Актор Келсі Греммер грав Фрейзера і водночас є голосом Другого Номера Боба в «Сімпсонах».

## Ставлення критиків і глядачів
Під час прем'єри серію переглянули 1,08 млн осіб, з рейтингом 0.3, що зробило її найпопулярнішим шоу на каналі «Fox» тієї ночі.
Джон Шварц із сайту «Bubbleblabber» оцінив серію на 7,5/10, сказавши, що серія — «це набір безглуздих ідей, об'єднаних в одну, яка здебільшого спрацьовує, хоча, якби ми ДІЙСНО збиралися спалити Голлівуд, є й інші місця, куди продюсери могли б піти, але діснеївська ера „Сімпсонів“ давно притупила гострі кочерги, яка допомогли зробити цей серіал відомим, і тому образи, як такі досить безпечні».
На сайті «Me Blog Write Good» відзначили: «Я вважаю, що нам як фанатам це мало б сподобатися, оскільки у нас попереду ще ціла частина сезону, але, оскільки акторський склад продовжує старіти, а сценаристам починає не вистачати таких химерних серій, які захоплюють заголовки [новин], як ці, система життєзабезпечення, на якій це шоу працювало десятиліттями, неминуче дасть збій. Бо рано чи пізно все… має закінчитися».